# 泉茂
泉 茂（いずみ しげる、1922年1月13日 - 1995年5月11日）は、日本の洋画家及び版画家。

## 経歴
- 1922年 - 大阪府大阪市生まれ。
- 1939年 - 大阪市立工芸学校卒業、大丸・大阪宣伝部に勤務[1]。
- 1949年 - 須田剋太、津高和一、早川良雄らと「会ヴァリエテ」を結成。
- 1951年 - 瑛九ら9名とデモクラート美術家協会を結成[1]。
- 1954年 - 「泉茂エッチング集」出版[2]。
- 1957年 - 第1回東京国際版画ビエンナーレ展新人奨励賞受賞[2]。
- 1958年から1967年まで - 日本版画協会会員[1]。
- 1959年 -渡米[2]。
- 1963年 - パリに移住[2]。
- 1965年 - 油彩画を始める[1]。
- 1968年 - 帰国[2]。
- 1970年 - 大阪芸術大学美術学科教授に就任[2]。
- 1992年 - 同、名誉教授[2]。
- 1995年 - 死去[2]。

## 展覧会
- 1957年　サンパウロ・ビエンナーレ[2]
- 1958年　現代日本美術展[2]